# KIF14
KIF14‏ (Kinesin family member 14) هوَ بروتين يُشَفر بواسطة جين KIF14 في الإنسان.